# Peter Schunck
Peter Joseph Schunck (Hauset (België), 31 oktober 1873 – Heerlen (Nederland), 13 juli 1960) was een Nederlands zakenman die op éénjarige leeftijd naar Heerlen kwam. Hij werd bekend als eigenaar van het Heerlense warenhuis Schunck en in die hoedanigheid als opdrachtgever voor de bouw van het Glaspaleis, dat heden ten dage een van de belangrijkste gebouwen van Heerlen is.

## Jeugd en werk
Schunck was de enige zoon en het oudste kind van de wever Arnold Schunck en Anna Maria Küppers.  Als baby kwam hij met zijn ouders naar Heerlen. Van jongs af aan hielp hij mee in de zaak van zijn ouders. Na zijn middelbare school werkte hij er de hele week. Bij de dood van zijn vader had het bedrijf al zestig medewerkers. Peter had het zakelijk talent geërfd van zijn moeder. Hij was de eerste, die in Heerlen spiegelruiten in zijn zaak liet zetten, voor die tijd een sensatie. Zijn talent en vooral zijn doorzettingsvermogen werden tien jaar later, tijdens de Eerste Wereldoorlog, flink op de proef gesteld. Door de Eerste Wereldoorlog ontstond schaarste aan textiel, er moesten hoge prijzen voor worden betaald. Maar aan het einde van de oorlog waren de prijzen aan geweldige schommelingen onderhevig. Schunck kocht bijvoorbeeld stoffen in tegen 12 gulden per meter en moest die dezelfde dag weer voor 7 gulden per meter verkopen. Twee jaar later, toen de aanvoer weer normaal was, werd voor dezelfde stof 70 cent per meter betaald.

## Crisistijd
In de jaren twintig kreeg hij te maken met een moordende concurrentie uit Duitsland; door de inflatie was de mark gedevalueerd tot een cent. In Aken kon men het mooiste kostuum kopen voor 17 gulden, in Heerlen kostte het 70 gulden. Peter Schunck wist zich toch te handhaven. hij kocht zelfs vier autobussen, waarmee hij de klanten vanuit Sittard, Valkenburg en De Locht naar zijn winkel liet vervoeren. Tijdens de crisis in de jaren dertig, toen de mijnen het diepste dal van hun bestaan beleefden, wist Schunck toch nog winst te maken. In 1935 werd zelfs een nieuw pand betrokken, het nog altijd bestaande Glaspaleis aan de Bongerd. Dit gebouw van glas en beton van de architect Peutz was voor die tijd zeer vooruitstrevend.

## Tweede Wereldoorlog
De Tweede Wereldoorlog bracht voor het Schunckgebouw veel ellende; drie keer werd het Glaspaleis door bommen getroffen. Eind 1944 werd het pand gevorderd om als hoofdkwartier voor de Amerikaanse generaals Patton en Simpson te dienen. Enkele maanden later werd het "restcenter" voor de Franse Maquis (verzetstroepen). Vooral de laatste bewoners sprongen niet bepaald zachtzinnig met het interieur om. Na de oorlog gingen de zaken weer voorspoedig, zelfs zó goed, dat in 1954 een tweede zaak in Geleen werd geopend. De nadruk in deze zaak lag op dameskleding.

## Nevenactiviteiten
Schunck bleef ondanks deze successen een bescheiden en goedmoedige man, die zeer geliefd was bij zijn personeel en zijn grote familie. Onvergeten blijven met name bij zijn kleinkinderen de bezoeken aan de "daktuin", het penthouse op het glaspaleis. Naast zijn drukke werkzaamheden nam hij nog deel aan het verenigingsleven. Hij was lid van het kerkelijk zangkoor St. Pancratius, beschermheer van de Koninklijke Harmonie St. Caecilia, bestuurslid van de Vincentiusverenigung en van de Spaarbank St. Pancratius, die nu is opgegaan in de SNS Bank. Voor zijn vele verdiensten kreeg hij de pauselijke onderscheiding "Pro Ecclesia et Pontifice". Peter Schunck overleed op 86-jarige leeftijd, een half jaar na zijn vrouw Christine.
1. ↑  Stamboom Schunck